# Circle Album Chart
A Circle Album Chart, anteriormente conhecida como Gaon Album Chart, é uma parada nacional fornecida pela Korea Music Content Industry Association, que classifica os álbuns mais vendidos, incluindo mini-álbuns e álbuns single, da Coreia do Sul. É pertencente ao Gaon Music Chart. A parada acompanha as vendas desde o início de 2010, quando foi lançado em fevereiro do mesmo ano, como parte da Gaon Music Chart. As paradas são feitas com gráficos de rastreamento de vendas de álbuns domésticos, vendas de álbuns internacionais e um total combinado de vendas de álbuns em formato semanal, mensal e de fim de ano.
Em fevereiro de 2011, foram publicados as vendas de álbuns online e offline de 2010, incluindo uma discriminação detalhada de dados sobre a parada online, e foi a primeira vez que as vendas de álbuns off-line foram reveladas desde 2008, quando a Music Industry Association of Korea parou de compilar os dados.

## Álbuns mais vendidos
| #  | Álbum                               | Artista           | Gravadora           | Total de vendas | Formato          |
| -- | ----------------------------------- | ----------------- | ------------------- | --------------- | ---------------- |
| 1  | Bonamana                            | Super Junior      | S.M. Entertainment  | 200,193         | Álbum de estúdio |
| 2  | Oh!                                 | Girls' Generation | S.M. Entertainment  | 197,934         | Álbum de estúdio |
| 3  | Hoot                                | Girls' Generation | S.M. Entertainment  | 163,066         | Extended play    |
| 4  | Run Devil Run                       | Girls' Generation | S.M. Entertainment  | 136,851         | Álbum repaginado |
| 5  | GD&TOP                              | G-Dragon & T.O.P  | YG Entertainment    | 130,000         | Álbum de estúdio |
| 6  | Lucifer                             | SHINee            | S.M. Entertainment  | 124,961         | Álbum de estúdio |
| 7  | To Anyone                           | 2NE1              | YG Entertainment    | 122,845         | Álbum de estúdio |
| 8  | The Beginning                       | JYJ               | C-JeS Entertainment | 99,903          | Álbum de estúdio |
| 9  | Bonamana (Álbum repaginado)         | Super Junior      | S.M. Entertainment  | 99,355          | Álbum repaginado |
| 10 | The Beginning (New Limited Edition) | JYJ               | C-JeS Entertainment | 98,311          | Álbum de estúdio |

| #  | Álbum               | Artista           | Gravadora           | Total de vendas | Formato          |
| -- | ------------------- | ----------------- | ------------------- | --------------- | ---------------- |
| 1  | The Boys            | Girls' Generation | S.M. Entertainment  | 385,348         | Álbum de estúdio |
| 2  | Mr. Simple          | Super Junior      | S.M. Entertainment  | 343,348         | Álbum de estúdio |
| 3  | Keep Your Head Down | TVXQ              | S.M. Entertainment  | 263,412         | Álbum de estúdio |
| 4  | In Heaven           | JYJ               | C-JeS Entertainment | 220,442         | Álbum de estúdio |
| 5  | Fiction and Fact    | Beast             | Cube Entertainment  | 142,272         | Álbum de estúdio |
| 6  | Tonight             | BIGBANG           | YG Entertainment    | 136,594         | Extended play    |
| 7  | A-CHa               | Super Junior      | S.M. Entertainment  | 129,894         | Álbum repaginado |
| 8  | First Step          | CNBLUE            | FNC Music           | 115,467         | Álbum de estúdio |
| 9  | Break Down          | Kim Hyun-joong    | KeyEast             | 114,642         | Extended play    |
| 10 | Lucky               | Kim Hyun Joong    | KeyEast             | 101,705         | Extended play    |

| #  | Álbum                         | Artista               | Gravadora             | Total de vendas | Formato          |
| -- | ----------------------------- | --------------------- | --------------------- | --------------- | ---------------- |
| 1  | Sexy, Free & Single           | Super Junior          | S.M. Entertainment    | 356,431         | Álbum de estúdio |
| 2  | Alive                         | BIGBANG               | YG Entertainment      | 266,848         | Extended play    |
| 3  | Catch Me                      | TVXQ                  | S.M. Entertainment    | 256,447         | Álbum de estúdio |
| 4  | One of a Kind                 | G-Dragon              | YG Entertainment      | 204,326         | Extended play    |
| 5  | Sherlock                      | SHINee                | S.M. Entertainment    | 181,415         | Extended play    |
| 6  | Still Alive (Special Edition) | BIGBANG               | YG Entertainment      | 148,030         | Extended play    |
| 7  | MAMA                          | EXO-K                 | S.M. Entertainment    | 145,925         | Extended play    |
| 8  | Twinkle                       | Girls' Generation-TTS | S.M. Entertainment    | 144,222         | Extended play    |
| 9  | Midnight Sun                  | Beast                 | Cube Entertainment    | 144,175         | Extended play    |
| 10 | Infinitize                    | INFINITE              | Woollim Entertainment | 140,277         | Extended play    |

| #  | Álbum                                  | Artista           | Gravadora          | Total de vendas | Formato          |
| -- | -------------------------------------- | ----------------- | ------------------ | --------------- | ---------------- |
| 1  | Growl (Kiss Ver.)                      | EXO               | S.M. Entertainment | 335,823         | Álbum repaginado |
| 2  | I Got a Boy                            | Girls' Generation | S.M. Entertainment | 293,302         | Álbum de estúdio |
| 3  | XOXO (Kiss Ver.)                       | EXO               | S.M. Entertainment | 269,597         | Álbum de estúdio |
| 4  | Miracles in December (Korean Ver.)     | EXO               | S.M. Entertainment | 262,825         | Extended play    |
| 5  | Hello                                  | Cho Yong-pil      | Pil Records        | 250,046         | Álbum de estúdio |
| 6  | XOXO (Hug Ver.)                        | EXO               | S.M. Entertainment | 200,870         | Álbum de estúdio |
| 7  | Growl (Hug Ver.)                       | EXO               | S.M. Entertainment | 200,183         | Álbum repaginado |
| 8  | Coup d'Etat                            | G-Dragon          | YG Entertainment   | 195,603         | Álbum de estúdio |
| 9  | Dream Girl – The Misconceptions of You | SHINee            | S.M. Entertainment | 185,357         | Álbum de estúdio |
| 10 | Miracles in December (Chinese Ver.)    | EXO               | S.M. Entertainment | 171,546         | Extended play    |

| #  | Álbum                          | Artista           | Gravadora             | Total de vendas | Formato          |
| -- | ------------------------------ | ----------------- | --------------------- | --------------- | ---------------- |
| 1  | Overdose (Korean Ver.)         | EXO-K             | S.M. Entertainment    | 385,047         | Extended play    |
| 2  | Overdose (Chinese Ver.)        | EXO-M             | S.M. Entertainment    | 272,718         | Extended play    |
| 3  | Mamacita                       | Super Junior      | S.M. Entertainment    | 265,781         | Álbum de estúdio |
| 4  | Tense                          | TVXQ              | S.M. Entertainment    | 196,971         | Álbum de estúdio |
| 5  | Mr.Mr.                         | Girls' Generation | S.M. Entertainment    | 163,209         | Extended play    |
| 6  | Just Us                        | JYJ               | C-JeS Entertainment   | 154,804         | Álbum de estúdio |
| 7  | Season 2                       | INFINITE          | Woollim Entertainment | 152,479         | Álbum de estúdio |
| 8  | This Is Love (Special Edition) | Super Junior      | S.M. Entertainment    | 143,515         | Álbum repaginado |
| 9  | Good Luck                      | Beast             | Cube Entertainment    | 134,449         | Extended play    |
| 10 | Who Am I                       | B1A4              | WM Entertainment      | 126,561         | Álbum de estúdio |

| #  | Álbum                                     | Artista      | Gravadora             | Total de vendas | Formato          |
| -- | ----------------------------------------- | ------------ | --------------------- | --------------- | ---------------- |
| 1  | EXODUS (Korean Ver.)                      | EXO          | S.M. Entertainment    | 478,856         | Álbum de estúdio |
| 2  | Sing For You (Korean Ver.)                | EXO          | S.M. Entertainment    | 318,698         | Extended play    |
| 3  | Love Me Right (Korean Ver.)               | EXO          | S.M. Entertainment    | 299,623         | Álbum repaginado |
| 4  | EXODUS (Chinese Ver.)                     | EXO          | S.M. Entertainment    | 281,320         | Álbum de estúdio |
| 5  | The Most Beautiful Moment In Life, Part 2 | BTS          | Big Hit Entertainment | 274,135         | Extended play    |
| 6  | The Most Beautiful Moment In Life, Part 1 | BTS          | Big Hit Entertainment | 203,664         | Extended play    |
| 7  | Sing For You (Chinese Ver.)               | EXO          | S.M. Entertainment    | 176,239         | Extended play    |
| 8  | Odd                                       | SHINee       | S.M. Entertainment    | 172,999         | Álbum de estúdio |
| 9  | Devil                                     | Super Junior | S.M. Entertainment    | 167,742         | Álbum especial   |
| 10 | Rise as God                               | TVXQ         | S.M. Entertainment    | 151,625         | Álbum especial   |

| #  | Álbum                                            | Artista | Gravadora             | Total de vendas | Formato              |
| -- | ------------------------------------------------ | ------- | --------------------- | --------------- | -------------------- |
| 1  | Wings                                            | BTS     | Big Hit Entertainment | 751,301         | Álbum de estúdio     |
| 2  | EX'ACT (Korean Ver.)                             | EXO     | S.M. Entertainment    | 547,578         | Álbum de estúdio     |
| 3  | For Life                                         | EXO     | S.M. Entertainment    | 438,481         | Extended play        |
| 4  | The Most Beautiful Moment In Life: Young Forever | BTS     | Big Hit Entertainment | 368,369         | Álbuns de compilação |
| 5  | TWICEcoaster: LANE 1                             | Twice   | JYP Entertainment     | 350,852         | Mini Album           |
| 6  | Hey Mama!                                        | EXO-CBX | S.M. Entertainment    | 275,191         | Mini Album           |
| 7  | Lose Control                                     | Lay     | S.M. Entertainment    | 274,238         | Mini Album           |
| 8  | EX'ACT (Chinese Ver.)                            | EXO     | S.M. Entertainment    | 252,805         | Álbum de estúdio     |
| 9  | LOTTO (Korean Ver.)                              | EXO     | S.M. Entertainment    | 232,564         | Álbum repaginado     |
| 10 | Flight Log: Turbulence                           | GOT7    | JYP Entertainment     | 225,617         | Álbum de estúdio     |

| #  | Álbum                            | Artista   | Gravadora                    | Total de Vendas | Formato          |
| -- | -------------------------------- | --------- | ---------------------------- | --------------- | ---------------- |
| 1  | Love Yourself: Her               | BTS       | Big Hit Entertainment        | 1,493,443       | EP               |
| 2  | The War (Korean Ver.)            | EXO       | S.M. Entertainment           | 949,827         | Álbum de estúdio |
| 3  | You Never Walk Alone             | BTS       | Big Hit Entertainment        | 748,402         | Álbum repaginado |
| 4  | 1X1=1 (To Be One)                | Wanna One | YMC Entertainment and CJ E&M | 741,546         | EP               |
| 5  | 1-1=0 (Nothing Without You)      | Wanna One | YMC Entertainment and CJ E&M | 614,072         | Álbum repaginado |
| 6  | Universe                         | EXO       | S.M. Entertainment           | 516,062         | EP               |
| 7  | The Power Of Music (Korean Ver.) | EXO       | S.M. Entertainment           | 455,269         | Álbum repaginado |
| 8  | 7 for 7                          | GOT7      | JYP Entertainment            | 368,589         | EP               |
| 9  | Teen, Age                        | Seventeen | Pledis Entertainment         | 357,296         | Álbum de estúdio |
| 10 | Flight Log: Arrival              | GOT7      | JYP Entertainment            | 334,316         | EP               |

| #  | Álbum                    | Artista   | Gravadora                 | Total de Vendas | Formato          |
| -- | ------------------------ | --------- | ------------------------- | --------------- | ---------------- |
| 1  | Love Yourself: Answer    | BTS       | Big Hit Entertainment     | 2,197,808       | Álbum de estúdio |
| 2  | Love Yourself: Tear      | BTS       | Big Hit Entertainment     | 1,849,537       | Álbum de estúdio |
| 3  | Don't Mess Up My Tempo   | EXO       | S.M. Entertainment        | 1,452,030       | Álbum de estúdio |
| 4  | 0+1=1 (I Promise You)    | Wanna One | Stone Music Entertainment | 782,562         | EP               |
| 5  | 1÷x=1 (Undivided)        | Wanna One | Stone Music Entertainment | 641,131         | EP               |
| 6  | 1¹¹=1 (Power of Destiny) | Wanna One | Stone Music Entertainment | 605,128         | Álbum de estúdio |
| 7  | Love Shot                | EXO       | S.M. Entertainment        | 499,849         | Album repaginado |
| 8  | You Make My Day          | Seventeen | Pledis Entertainment      | 389,937         | EP               |
| 9  | Blooming Days            | EXO-CBX   | S.M. Entertainment        | 363,567         | EP               |
| 10 | What Is Love?            | TWICE     | JYP Entertainment         | 348,797         | EP               |

| #  | Álbum                    | Artista   | Gravadora                    | Total de Vendas | Formato          |
| -- | ------------------------ | --------- | ---------------------------- | --------------- | ---------------- |
| 1  | Map of the Soul: Persona | BTS       | Big Hit Entertainment        | 3,399,302       | EP               |
| 2  | You Made My Dawn         | Seventeen | Pledis Entertainment         | 465,394         | EP               |
| 3  | Fancy You                | TWICE     | JYP Entertainment            | 353,883         | EP               |
| 4  | Kill This Love           | Blackpink | YG Entertainment             | 275,932         | EP               |
| 5  | Spinning Top             | Got7      | JYP Entertainment            | 252,826         | EP               |
| 6  | Take.2 We Are Here       | Monsta X  | Starship Entertainment       | 249,527         | Álbum de estúdio |
| 7  | Happily Ever After       | NU'EST    | Pledis Entertainment         | 247,640         | EP               |
| 8  | Heart*Iz                 | Iz One    | Off the Record Entertainment | 244,160         | EP               |
| 9  | We Are Superhuman        | NCT 127   | S.M. Entertainment           | 203,636         | EP               |
| 10 | April, and a Flower      | Chen      | S.M. Entertainment           | 188,316         | EP               |